# 羽田美智子の京都専科
『羽田美智子の京都専科』（はだみちこのきょうとせんか）は、KBS京都製作の教養番組。全117回。製作局のKBS京都では2010年4月5日から2012年6月25日まで、毎週月曜 20:55 - 21:20に放送。

## 概要
同時間帯で放送されていた『京のいっぴん物語』のリニューアル版で、前番組と同様に京都各地の老舗・料理・ブランド・文化・人物などを取り上げていた。ナビゲーター役も同様に羽田美智子が務めていたが、語り役は芦屋小雁からジェフ・バーグランドに変更された。また、KBS京都・関西テレビ☆京都チャンネル・BS11デジタルの共同製作からKBS京都の単独製作になった。羽田にとってはこれが初の冠番組となった。
番組の終了後、KBS京都では2012年7月2日から同年9月24日まで『羽田美智子の京都専科セレクション』が放送されていた。

## 出演者

### ナビゲーター
- 羽田美智子（女優）
- ほか、第20回と第25回では市田ひろみ（服飾評論家）も出演した。

### 語り
- ジェフ・バーグランド（京都外国語大学教授）

## スタッフ
- 構成：戸田順子、小谷奈津子、北村リン
- 衣装協力：響庵、兎優染房、かづら清
- ディレクター：上田雅史、山崎大佑、ほか
- タイトル協力：辻ヒロミ
- CG：片岡朋世
- ヘアメイク・着付：穐田ミカ（fai）
- スタイリスト：美空間ROJI
- プロデューサー：勝又昭
- 制作協力：元気な事務所
- 制作著作：KBS京都

## 放送局
| 放送対象地域 | 放送局       | 系列               | 放送日時 | 備考                                             |
| ------------ | ------------ | ------------------ | --- | ------------------------------------------------ |
| 京都府       | KBS京都      | JAITS              | 月曜 20:55 - 21:20 （2010年4月5日 - 2012年6月25日） | 製作局 土曜 8:30 - 8:55 に再放送                 |
| 埼玉県       | テレビ埼玉   | JAITS              | 日曜 21:30 - 21:55 （2010年4月18日 - 2010年9月26日） 火曜 10:30 - 10:55 （2010年10月5日 - 2011年3月29日） 日曜 12:30 - 12:55 （2011年4月3日 - 2012年7月8日）                                                      |                                                  |
| 千葉県       | 千葉テレビ   | JAITS              | 火曜 21:00 - 21:25 （2010年8月3日 - 2010年12月28日） 日曜 19:30 - 19:55 （2011年1月9日 - 2011年3月27日） 日曜 12:00 - 12:25 （2011年4月10日 - 2012年7月8日）                                                      |                                                  |
| 東京都       | TOKYO MX     | JAITS              | 月曜 09:05 - 09:30 （2012年4月2日 - 2012年9月24日） 月曜 09:00 - 09:30 （2012年10月1日 - 2013年3月25日） 日曜 11:00 - 11:29 （2013年4月7日 - 2013年9月29日） 月曜 11:30 - 11:55 （2013年10月7日 - 2014年2月24日） |                                                  |
| 三重県       | 三重テレビ   | JAITS              | 火曜 12:30 - 12:55 （2010年6月22日 - 2011年9月27日） 水曜 13:30 - 13:55 （2011年10月5日 - 2012年3月28日） 火曜 24:20 - 24:45 （2012年4月3日 - 2012年8月21日）                                                     |                                                  |
| 青森県       | 青森朝日放送 | テレビ朝日系列     | 不定期放送 | 2011年3月1日放送開始                             |
| 岩手県       | IBC岩手放送  | TBS系列            | 不定期放送 |                                                  |
| 秋田県       | 秋田テレビ   | フジテレビ系列     | 土曜 11:25 - 11:50 | 2017年4月15日放送開始                            |
| 長野県       | 長野放送     | フジテレビ系列     | 金曜 15:30 - 15:55 （2011年7月1日 - 2011年9月30日） |                                                  |
| 石川県       | 石川テレビ   | フジテレビ系列     | 不定期放送 | 2011年4月13日放送開始                            |
| 福井県       | 福井テレビ   | フジテレビ系列     | 不定期放送（2012年1月7日 - 2013年10月19日） |                                                  |
| 大阪府       | テレビ大阪   | テレビ東京系列     | 日曜 05:20 - 05:45 （2010年5月2日 - 2010年10月31日） |                                                  |
| 福岡県       | TVQ九州放送  | テレビ東京系列     | 土曜 14:30 - 14:55 （2011年4月2日 - 2012年9月29日） | 本放送は2012年7月28日まで 同年8月4日からは再放送 |
| 日本全域     | BS11         | 独立系BSデジタル局 | 火曜 20:00 - 20:30 （2011年7月19日 - 2012年3月27日） 土曜 09:30 - 10:00 （2012年4月7日 - 2012年9月29日） 月曜 27:00 - 27:25 （2012年10月1日 - 2012年12月3日）                                                     |                                                  |